# リシケーシュ・ムカルジー
リシケーシュ・ムカルジー（Hrishikesh Mukherjee、1922年9月30日 - 2006年8月27日）は、インドのヒンディー語映画で活動した映画監督、脚本家、編集技師。インド映画史上最も偉大な映画製作者の一人に挙げられ、生涯で42本の映画を製作し、「中産映画のパイオニア」として知られた。中産階級の変化していくエートスを題材にした社会派映画を多く手掛け、その手腕は「主流映画の絢爛さとアート映画の純然たるリアリズムの中道を切り開いた」と評された。また、中央映画認証委員長やインド国立映画開発公社会長などの要職も歴任している。長年の映画界への貢献を認められ、1972年にパドマ・シュリー勲章、2000年にダーダーサーヘブ・パールケー賞、2001年にパドマ・ヴィブーシャン勲章を授与された。

## 生涯

### 生い立ち
1922年にカルカッタのベンガル・バラモン家庭に生まれる。カルカッタ大学の科学部に進学し、卒業後は数学と科学の教員として働いていたが、その後は映画製作の道に進んだ。

### キャリア
1940年代後半からニュー・シアターズに加わり、ビレンドラナート・シルカルの下でカメラマン・編集技師として働き始め、著名な編集技師として知られたスボード・ミタルから映像技術を学んだ。その後、1951年にボンベイに移住してビマル・ロイの下で編集技師・助監督となり、『2エーカーの土地』『デーヴダース』の製作に参加した。1958年には編集技師としてビマル・ロイの『Madhumati』に参加して以降、多くの監督の下で編集技師を務めている。
1957年に『Musafir』で監督デビューしたが、評価は芳しくなかった。しかし、同作を観賞したラージ・カプールの目に留まり、1959年に彼が主演を務める『Anari』の監督を務め、同作はフィルムフェア賞で5部門を受賞するなど成功を収めた。その後も多くの映画を手掛け、『Chupke Chupke』ではダルメンドラをコミックリリーフに起用したほか、『Anand』ではアミターブ・バッチャンがブレイクするきっかけを作り、ベンガル語映画で活動していたジャヤー・バードゥリーを『Guddi』でヒンディー語映画界に招き入れている。

### 死去
晩年のムカルジーは腎不全を患い、リラヴァティ医療研究センターに通院していた。その後、2006年6月6日に病状が悪化したため入院し、8月27日に死去した。

## フィルモグラフィー

### 監督
- Musafir（1957年）
- Anari（1959年）
- Anuradha（1960年）
- Chhaya（1961年）
- Memdidi（1961年）
- Asli-Naqli（1962年）
- Aashiq（1962年）
- Sanjh Aur Savera（1964年）
- Anupama（1966年）
- ギャバン（1966年）
- Do Dil（1966年）
- Biwi Aur Makan（1966年）
- Majhli Didi（1967年）
- Aashirwad（1968年）
- Satyakam（1969年）
- Pyar Ka Sapna（1969年）
- Anand（1971年）
- Guddi（1971年）
- Buddha Mil Gaya（1971年）
- Bawarchi（1972年）
- Sabse Bada Sukh（1972年）
- Abhimaan（1973年）
- Namak Haraam（1973年）
- Phir Kab Milogi（1974年）
- Chupke Chupke（1975年）
- Mili（1975年）
- Chaitali（1975年）
- Arjun Pandit（1976年）
- Alaap（1977年）
- Kotwal Saab（1977年）
- Naukri（1978年）
- Gol Maal（1979年）
- Jurmana（1979年）
- Khubsoorat（1980年）
- Naram Garam（1981年）
- Bemisal（1982年）
- Rang Birangi（1983年）
- Kissi Se Na Kehna（1983年）
- Achha Bura（1983年）
- Jhoothi（1985年）
- Namumkin（1988年）
- Jhooth Bole Kauwa Kaate（1998年）

### 編集・脚本・助監督
| - Tathapi（1947年） - Pehla Aadmi（1950年） - 編集、助監督 - Maa（1952年） - 編集、助監督 - 2エーカーの土地（1953年） - 編集、脚本、助監督 - Parineeta（1953年） - 編集 - Biraj Bahu（1954年） - 編集 - Naukri（1954年） - 編集 - デーヴダース（1955年） - 編集 - Garam Coat（1955年） - 編集 - Madhumati（1958年） - 編集 - Heera Moti（1959年） | - Char Diwari（1961年） - 編集 - Gunga Jumna（1961年） - 編集 - Chemmeen（1966年） - 編集 - Mere Hamdam Mere Dost（1968年） - Anokhi Raat（1968年） - 脚本 - Dastak（1970年） - 編集 - Priya（1970年） - 編集 - Nellu（1974年） - 編集 - Alaap（1977年） - 原案、編集 - Anuroopa（1977年） - 編集 - Professor Pyarelal（1981年） - 編集 - Coolie（1983年） - 編集 |

## 受賞歴
| 年                                | 部門                               | 作品            | 結果       | 出典          |
| 栄典                              | 栄典                               | 栄典            | 栄典       | 栄典          |
| --------------------------------- | ---------------------------------- | --------------- | ---------- | ------------- |
| 1972年                            | パドマ・シュリー勲章               | N/A             | 受賞       | [ 13 ]        |
| 1998年                            | キショール・クマール賞             | N/A             | 受賞       | [ 14 ] [ 15 ] |
| 2001年                            | パドマ・ヴィブーシャン勲章         | N/A             | 受賞       | [ 16 ]        |
| 国家映画賞                        |                                    |                 |            |               |
| 1958年                            | 第3位ヒンディー語長編映画賞        | 『Musafir』     | 受賞       | [ 17 ]        |
| 1960年                            | ヒンディー語長編映画部門大統領銀賞 | 『Anari』       | 受賞       | [ 18 ]        |
| 1961年                            | 全インド長編映画部門大統領金賞     | 『Anuradha』    | 受賞       | [ 19 ]        |
| 1967年                            | ヒンディー語長編映画部門大統領銀賞 | 『Anupama』     | 受賞       | [ 20 ]        |
| 1970年                            | ヒンディー語長編映画部門大統領銀賞 | 『Aashirwad』   | 受賞       | [ 21 ]        |
| 1970年                            | ヒンディー語長編映画賞             | 『Satyakam』    | 受賞       | [ 22 ]        |
| 1971年                            | ヒンディー語長編映画賞             | 『Anand』       | 受賞       | [ 23 ]        |
| 2000年                            | ダーダーサーヘブ・パールケー賞     | N/A             | 受賞       | [ 24 ]        |
| フィルムフェア賞                  |                                    |                 |            |               |
| 1956年                            | 編集賞                             | 『Naukari』     | 受賞       | [ 25 ] [ 26 ] |
| 1959年                            | 編集賞                             | 『Madhumati』   | 受賞       | [ 25 ] [ 26 ] |
| 1967年                            | 原案賞                             | 『Anupama』     | ノミネート | [ 25 ] [ 26 ] |
| 1970年                            | 脚本賞                             | 『Anokhi Raat』 | 受賞       | [ 25 ] [ 26 ] |
| 1970年                            | 原案賞                             | 『Aashirwad』   | ノミネート | [ 25 ] [ 26 ] |
| 1972年                            | 作品賞                             | 『Anand』       | 受賞       | [ 25 ] [ 26 ] |
| 1972年                            | 監督賞                             | 『Anand』       | ノミネート | [ 25 ] [ 26 ] |
| 1972年                            | 原案賞                             | 『Anand』       | 受賞       | [ 25 ] [ 26 ] |
| 1972年                            | 編集賞                             | 『Anand』       | 受賞       | [ 25 ] [ 26 ] |
| 1980年                            | 監督賞                             | 『Gol Maal』    | ノミネート | [ 25 ] [ 26 ] |
| 1980年                            | 監督賞                             | 『Jurmana』     | ノミネート | [ 25 ] [ 26 ] |
| 1981年                            | 作品賞                             | 『Khubsoorat』  | 受賞       | [ 25 ] [ 26 ] |
| 1981年                            | 監督賞                             | 『Khubsoorat』  | ノミネート | [ 25 ] [ 26 ] |
| フィルムフェア賞 南インド映画部門 |                                    |                 |            |               |
| 1995年                            | 生涯功労賞                         | N/A             | 受賞       | [ 27 ]        |
| ケララ州映画賞                    |                                    |                 |            |               |
| 1971年                            | 編集賞                             | 『Priya』       | 受賞       | [ 28 ]        |
| 1974年                            | 編集賞                             | 『Nellu』       | 受賞       |               |
| ナンディ賞                        |                                    |                 |            |               |
| 2000年                            | NTRナショナル・アワード            | N/A             | 受賞       | [ 29 ]        |
| ベルリン国際映画祭                |                                    |                 |            |               |
| 1961年                            | 金熊賞                             | 『Anuradha』    | ノミネート |               |